# 新田昌玄
新田 昌玄（にった しょうげん、本名での読み：にった まさはる、1934年〈昭和9年〉8月13日 - 2004年〈平成16年〉11月18日）は、日本の俳優、声優。旧芸名：新田 昌（にった あきら）。

## 来歴・人物
劇団文化座を経て、1960年から劇団民藝に所属。舞台活動の傍ら、映画、テレビでも主に脇役・敵役として活躍。
2004年11月18日、食道癌のため東京都渋谷区の病院で死去。70歳没。

## 出演作品

### 映画
- やくざ先生（1960年、日活） - 八木原先生
- 小父さんありがとう（1961年、東宝）
- 出撃（1963年、日活） - 高見報道班員
- サムライの子（1963年、日活） - 町田先生
- 非行少年（1964年、日活）
- 黒い太陽（1964年、日活）
- 証人の椅子（1965年、大映） - 山口検事
- 続・キューポラのある街 未成年（1965年、日活） - 野田先生
- 処刑の島（1966年、日生劇場プロダクション、大映） - 西原三郎（通称：サボ）[1]　※主演
- 陸軍中野学校 竜三号指令（1967年、大映）
- 二人の銀座（1967年、日活） - 戸田周一郎
- ひとり狼 (1968年、大映)
- 恋のつむじ風（1969年）
- 青春の鐘（1969年、日活） - 正一
- 人斬り（1969年、大映）
- 東宝8.15シリーズ（東宝）
  - 激動の昭和史 軍閥（1970年） - 丘中尉
  - 激動の昭和史 沖縄決戦（1971年） - 天野正一少将[2]
- 子連れ狼 三途の川の乳母車（1972年、東宝）
- 日本沈没（1973年、東宝） - 小野寺の兄[3]
- 動乱（1980年、東映) - 安井大尉
- 日本の熱い日々 謀殺・下山事件（1981年、松竹）
- 海峡（1982年、東宝） - 江藤滝蔵
- 疑惑（1982年、松竹） - 山崎捜査係長
- 若人よ いのちと愛のメッセージ（1987年、パオ企画）
- ちぎれ雲 いつか老人介護（1998年、あすなろ映画＝フィルム・クレッセント） - 奥山

### テレビドラマ
- 大河ドラマ（NHK）
  - 赤穂浪士（1964年） - 早見藤左衛門
  - 竜馬がゆく（1968年） - 高崎佐太郎
  - 国盗り物語（1973年） - 荒木村重
  - 黄金の日日（1978年） - 柴田勝家
  - 徳川家康（1983年） - 滝川一益
- ザ・ガードマン（TBS / 大映テレビ室）
  - 第104話「白昼の大襲撃」（1967年）
  - 第132話「二億円の賭け」（1967年）
  - 第244話「史上最高のボーナス強盗」（1969年）
- 鬼平犯科帳 第1シリーズ 第38話「敵（かたき）」（1970年、NET / 東宝） - 大滝の五郎蔵
- ポーラテレビ小説（TBS）
  - お登勢（1971年） - 佐伯織部
  - 薩摩おごじょ（1973年） - 征四郎
  - こおろぎ橋（1978年） - 大倉常務
- 木枯し紋次郎（CX） 
  - 第1シーズン 第16話「月夜に吼えた遠州路」（1972年） - 橋場の清吉
  - 第2シーズン 第12話「九頭竜川に折鶴は散った」（1973年） - 不知火の十兵衛
- 大岡越前（TBS / C.A.L）
  - 第3部 第14話「忠相旅日記」（1972年9月11日） - 川田平左ヱ門
  - 第5部 第25話「誘拐された雪絵」（1978年7月24日） - 原田甚五郎
- 必殺シリーズ（ABC / 松竹）
  - 必殺仕掛人 第33話「仕掛人掟に挑戦!」（1973年）- 山根左馬之介
  - 必殺からくり人 第5話「粗大ゴミは闇夜にどうぞ」（1976年）- 目付 北川佐十郎
  - 必殺からくり人・血風編 第11話「夜明けに散った紅い命」（1977年）- 的場惣十郎
  - 新・必殺仕置人 第36話「自害無用」（1977年）- 福原九一郎
  - 必殺商売人 第8話「夢売ります手折れ花」（1978年）- 谷口弥三郎
  - 翔べ! 必殺うらごろし 第2話「突如奥方と芸者の人格が入れ替わった」（1978年）- 山地半十郎
  - 必殺仕事人 第50話「嘘技無用試し斬り」（1980年）- 篠崎幹之介
- 破れ傘刀舟 悪人狩り 第26話「生きていた女」（1975年、NET）- 大目付・依田兵庫
- 太陽にほえろ!（NTV）
  - 第150話「わかれ」（1975年） - 高畑幸三
  - 第424話「拳銃を追え!」（1980年） - 港南署・高田刑事
- 影同心 第24話「男の操は殺し節」（1975年、MBS） - 増田屋伝兵衛
- 前略おふくろ様 第5話（1975年、NTV） - 西川
- ライオン奥様劇場 / 冬の旅（1976年、CX）
- 新・座頭市 第2話「父恋い子守唄」（1976年、CX）
- 新選組始末記（1977年、MBS） - 原田左之助
- 新・木枯し紋次郎 第20話「甲州路の黒い影」（1978年、12ch） - 勝沼の久蔵
- 銭形平次 第618話「男の勲章」（1978年、CX） - 利助
- 白い巨塔（1978年、CX） - 都留利夫
- 水戸黄門（TBS / C.A.L）
  - 第1部 第27話「暗闇の長者 -白河-」（1970年） - 別所縫之助
  - 第2部 第27話「密命おびて -萩-」（1971年） - 望月隼人
  - 第9部 第1話「北国への旅立ち -水戸-」（1978年） - 森吉玄斉
- チェックメイト78 第2話「扉をたたく警部」（1978年、ABC）
- 土曜ワイド劇場 / 危険な滞在（1979年、ANB）
- 江戸の波濤（1979年、CX） - 小森平右衛門
- 新五捕物帳（NTV / ユニオン映画）
  - 第60話「あしたを夢みて」（1979年）- 薄木藤馬
  - 第108話「野良犬ちび」（1980年）
- 銀河テレビ小説（NHK）
  - ガラスのうさぎ（1980年）
- 立花登 青春手控え 第21話「影の中の女」（1982年、NHK）
- 君は海を見たか（1982年、CX） - 松村
- 東芝日曜劇場 / ちょっといい夫婦（1983年、TBS）
- 若き血に燃ゆる〜福沢諭吉と明治の群像（1984年、TX）
- 特捜最前線 第376話「警官汚職地図!」（1984年、ANB） - 杉本勝司警部補
- ニュードキュメンタリードラマ昭和 松本清張事件にせまる 第9話「芥川龍之介の自殺」（1984年、ANB / 国際放映）
- 木曜ゴールデンドラマ / 千羽鶴幻想（1984年8月9日、YTV） - デスク
- 花王愛の劇場 / 娘が愛した人は（1985年、TBS）
- 五稜郭（1988年、NTV） - 榎本武与
- 白い巨塔（1990年、ANB） - 原文部事務次官
- はぐれ刑事純情派 第3シリーズ 第12話「レイプえん罪事件・すり替わった焼死体」（1990年、ANB） - 小沢信介
- 銭形平次 第1シリーズ 第4話「まんじ鍵」（1991年、CX） - 島兵衛
- 忠臣蔵 風の巻・雲の巻（1991年、CX）
- 腕におぼえあり（1992年、NHK） - 大富丹後
- 鬼平犯科帳 第3シリーズ 第15話「炎の色」（1992年、CX） - 峰山の初蔵
- 大地の子（1995年、NHK）

### 舞台
- どん底（男爵）
- 第13回劇団民藝春日井公演「静かな落日〜広津家三代」（2001年）

### 吹き替え

#### 映画
- 嵐ヶ丘 - ヒースクリフ(ローレンス・オリヴィエ) ※NHK 1971年放送
- 折れた矢 - コチーズ（ジェフ・チャンドラー）※フジテレビ版
- 銀髪の狼 - マッギル（リチャード・ブラッドフォード）
- 空爆大作戦 - ポール・スティーブンス大尉（フレデリック・スタフォード）※日本テレビ版
- シシリアン・マフィア -（アントニオ・サバト）
- スパルタカス - マーカス・クラッサス（ローレンス・オリヴィエ）※フジテレビ版（思い出の復刻版BD収録）
- 聖衣 - マーセラス・ギャリオ（リチャード・バートン）※フジテレビ版
- 戦士の休息 - ルノー（ロベール・オッセン）
- デジレ - ジャン＝バティスト・ジュール・ベルナドット（マイケル・レニー）
- バニシング・ポイント - コワルスキー（バリー・ニューマン）※テレビ版
- 暴行 - フアン・カラスコ（ポール・ニューマン）
- 竜騎兵総攻撃 - フェルナン・ゴンザレス（スパルコ・サントニー）

#### ドラマ
- 刑事コロンボ 逆転の構図 - ポール・ガレスコ（ディック・ヴァン・ダイク）
- 大草原の小さな家 第20話「ジョンおじさんの悲しみ」 - ジョン（ハリス・ユーリン）

### テレビアニメ
- ゴルゴ13（1971年、TBS） - ゴルゴ13